# Patrice Sanahujas
Patrice Sanahujas (* 3. Juli 1952 in Reims; † 19. Februar 1996)
war ein französischer Comiczeichner.

## Werdegang
Nach der obligatorischen Schule und dem Besuch einiger Zeichenkurse in Reims, begann Patrice Sanahujas als Illustrator zu arbeiten. Im Bereich des Comic entstanden mehrere Serien, die auch in Albenform veröffentlicht wurden. Mehrmals arbeitete er mit André-Paul Duchâteau zusammen. In seinen letzten Jahren war er wieder als Illustrator tätig.

## Werke
- 1979: Les dirigeables de l’Amazone
- 1981: Kévin Rocamir
- 1983: Serge Morand
- 1986: Chancellor
- 1990: Challenger